# 史蒂文·普劳特
史蒂文·普劳特（1951年—2017年1月17日），是一位出生于美国的以色列经济学家、学者和作家。
他是海法大学商业管理副教授，也是《中东季刊》编辑委员会的成员。普劳特直言不讳地批评以色列-阿拉伯和平进程和以色列的单方面撤军政策。他在奥伯林学院、加州大学伯克利分校、加州大学欧文分校、南特大学、特拉维夫大学任教。2017年1月17日，普劳特因肾癌并发症，在以色列海法去世。